# Distretto di Kofçaz
Il distretto di Kofçaz è uno dei distretti della provincia di Kırklareli, in Turchia.